# Капіж
Капіж (англ. downpour, нім. Tröpfeln n, Tropfwasser n) – надходження води в гірничу виробку з порід покрівлі і зі стінок у вигляді крапель. Капіж формується внаслідок просочення підземних вод або конденсації водяної пари на поверхні виробки (особливо в соляних шахтах) в місцях посиленого надходження вентиляційного повітря (конденсаційні рудникові води). Слабкий локальний Капіж, наприклад, на вугільних шахтах, зумовлює приплив води в очисні вибої до 3 м3/год, сильний - до 8 м3/год. Капіж погіршує санітарно-гігієнічні умови роботи персоналу, негативно впливає на техніку і технологію ведення робіт - знижує стійкість покрівлі і тримкість ґрунту, зменшує термін служби кріплення, у соляних шахтах. Капіж є ознакою можливої деформації масиву і раптового викиду води.